# Угода про співробітництво у сфері безпеки та довгострокову підтримку між Україною та Федеративною Республікою Німеччина
Безпекова угода між Україною та Німеччиною (нім. Deutsch-ukrainische Sicherheitsvereinbarung), повна назва Угода про співробітництво у сфері безпеки та довгострокову підтримку між Україною та Федеративною Республікою Німеччина (нім. Vereinbarung über Sicherheitszusammenarbeit und langfristige Unterstützung zwischen der Bundesrepublik Deutschland und der Ukraine) — міжнародна угода, укладена 16 лютого 2024 року між Україною та Німеччиною про гарантії безпеки Україні, яка визначає пріоритетні сфери двосторонньої безпекової співпраці — військової, політичної, фінансової та гуманітарної. Документ підписано президентом України Володимиром Зеленським та канцлером Німеччини Олафом Шольцем. Угода набуває чинності з моменту підписання та діє протягом 10 років із можливістю продовження. Німеччина стала другою країною, після Великої Британії, яка підписала безпекову угоду з Україною.

## Передумови
Повномасштабне російське вторгнення в Україну супроводжується руйнацією української інфраструктури, погіршенням економіки та негативним впливом на демографію країни. Війна з РФ вимагає створення для України безпекових гарантій. Як приклади для створення оптимальної безпекової моделі для України розглядалися: економічне відновлення Південної Кореї і роль оборонної підтримки з боку США, а також безпекові моделі взаємодії США з Тайванем та Ізраїлем.
24 травня 2022 року оголошено про створення міжнародної консультативної групи, яка розроблятиме пропозиції щодо гарантій безпеки для України. Цю групу очолили спільно керівник Офісу Президента України Андрій Єрмак і екс-генеральний секретар НАТО Андерс Фог Расмуссен. 1 липня 2022 року відбулось перше засідання Групи з питань безпеки для України. 13 вересня 2022 року  співкерівники цієї групи презентували «Київський безпековий договір. The Kyiv Security Compact. Міжнародні гарантії безпеки для України: рекомендації». У запропонованих рекомендаціях зазначається, що здатність України захищатися від агресора є найсильнішою гарантією безпеки відповідно до статті 51 Статуту ООН, а гарантії мають бути політично та юридично обов’язковими для виконання на основі двосторонніх угод, які об’єднані в межах спільного документа «Київський безпековий договір».
12 липня 2023 року на саміті НАТО у Вільнюсі країни «Великої сімки» погодили Спільну декларацію підтримки України. Наразі до «гарантій безпеки» приєдналися 30 країн.
Першою країною, з якою Україна уклала безпекову угоду, стала Велика Британія — Угода про співробітництво у сфері безпеки між Україною та Сполученим Королівством Великої Британії і Північної Ірландії.
17 листопада 2023 року розпочались переговори України та Німеччини на робочому рівні щодо двосторонньої угоди про надання безпекових гарантій. 16 лютого 2024 року Німеччина стала другою країною яка уклала фінальну угоду.

## Підписання угоди
Україна та Німеччина уклали безпекову угоду 16 лютого 2024 року під час візиту президента Володимира Зеленського до Берліна. Канцлер Олаф Шольц назвав підписання угоди «історичним кроком». За словами Шольца, Німеччина надаватиме підтримку Україні для захисту та відновлення територіальної цілісності.
Володимир Зеленський заявив, що «в України не було потужніших документів, ніж той, що підписано сьогодні з Німеччиною».

| Це конкретика, на яку може розраховувати людина в Україні. Це і є безпекові гарантії. В України не було потужніших документів, ніж цей, який ми сьогодні підписали. |
| — Володимир Зеленський |

Також Німеччина оголосила про новий пакет військової допомоги Україні загальною вартістю 1,1 мільярда євро. За інформацією на сайті німецького уряду, ФРН надасть 2 зенітно-ракетні комплекси ППО Skynex з боєкомплектом, ракети для зенітно-ракетних комплексів IRIS-T SLM/SLS, 18 колісних самохідних гаубиць RCH 155, 18 самохідних гаубиць Panzerhaubitze 2000 та інше озброєння.

## Основні положення
Документ формалізує підтримку, яку Німеччина надавала і надалі надаватиме Україні у сфері безпеки, включаючи обмін розвідданими, кібербезпеку, медичну та військову підготовку, а також оборонно-промислове співробітництво. Також документ містить низку пунктів двосторонньої співпраці у військовому та цивільному напрямках. 
Угода набуває чинності з моменту підписання та діє протягом 10 років із можливістю продовження. У документі вказано, що Німеччина продовжуватиме надавати підтримку Україні до 2034 року.

## Зобовʼязання
Основними компонентами зобов'язань з безпеки, наданих Україні Німеччиною
у цьому документі, є:
- у 2024 році Німеччина військову допомогу Україні на 7 млрд євро. ФРН підтримуватиме Україну протягом 10 років[14];

- згідно з угодою, Німеччина погодилася разом з «Групою семи» використовувати законні шляхи для спрямовування російських активів на підтримку України[14];

- у документі прописано, що Німеччина бере участь в Коаліції щодо створення трибуналу щодо злочину агресії проти України для притягнення РФ до відповідальності[14];

- угода передбачає механізм екстрених консультацій України та Німеччини у разі можливого майбутнього нападу Росії для визначення подальших кроків[14];

- документ закріплює підтримку Німеччиною зусиль України на шляху реформ, необхідних для вступу України до ЄС і НАТО[14].

## Міжнародна реакція
Напередодні підписання угоди, Томас Кляйне-Брокхофф, аналітик Німецького фонду Маршалла в Берліні, якого цитує американське видання The New York Times заявив, що «Зеленський знає, хто зараз його найважливіші союзники — Шольц і Макрон, — але обидва мають зробити наступний крок».